# Canton de Fismes
Le canton de Fismes est un ancien canton français situé dans le département de la Marne et la région Champagne-Ardenne.

## Géographie
Ce canton était organisé autour de Fismes dans l'arrondissement de Reims. 

## Représentation

### Conseillers généraux de 1833 à 2015
| Période          | Période                   | Identité                  | Étiquette    | Qualité |
| ---------------- | ------------------------- | ------------------------- | ------------ | --- |
| 1833             | 1868 (décès)              | Jean Philippe Brûlé       |              | Notaire, maire de Fismes |
| 1868             | 1871                      | Henri Goumant (1810-1873) | Républicain  | Propriétaire, fabricant de sucre à Fismes |
| 1871             | 1899 (décès)              | Jacques Félix Sarazin     | Républicain  | Maire de Fismes (1871-1890) Président du Conseil Général |
| 1899             | 1919                      | Henri Goumant             | Rad.         | Propriétaire, fabricant de sucre à Fismes, conseiller d'arrondissement |
| 1919             | 1940                      | Jean Jacquy               | RG-ARD       | Député de la Marne (1924-1928) Sénateur de la Marne (1933-1941) Maire de Bouvancourt (1910-1944) Nommé conseiller départemental en 1943 Président du Conseil départemental (1943-1945) |
|                  |                           |                           |              | |
| 1945             | 1949 (démission d'office) | Georges Nouvian           | PCF          | Docteur en médecine Déclaré démissionnaire d'office à la suite de son départ en Algérie                                                                                                |
| 27 novembre 1949 | 1976                      | Marc Olivier              | DVD-MRP      | Pharmacien Maire de Fismes (1948-1971) |
| 1976             | 2001                      | Jean Vinkler              | DVG puis DVD | Professeur, maire de Pévy |
| 2001             | 2002 (démission d'office) | Paul Caffe                | PS           | Enseignant Ancien Maire de Fismes (1977-2001) |
| 13 octobre 2002  | 2008                      | François Mourra           | UDF          | Retraité, ancien secrétaire général de la Chambre de commerce Maire de Vandeuil |
| 2008             | 2015                      | Jean-Pierre Pinon         | PS           | Artisan-menuisier Maire de Fismes (2001-2020) |

### Conseillers d'arrondissement (de 1833 à 1940)
| Période                                  | Période          | Identité                                     | Étiquette                    | Qualité |
| ---------------------------------------- | ---------------- | -------------------------------------------- | ---------------------------- | --- |
| 1833                                     | 1848             | Auguste Barbey (1796-1871)                   |                              | Notaire à Fismes                                                                                            |
|                                          |                  |                                              |                              | |
| 1852                                     | 1858             | Auguste Barbey                               |                              | Notaire à Fismes, Président du Conseil d'arrondissement                                                     |
|                                          |                  |                                              |                              | |
| 1889                                     | 1895             | Paul Louis Georges Renard-Gandon (1861-1932) | Droite                       | Cultivateur à Châlons-sur-Vesle                                                                             |
| 1895                                     | 1899 (démission) | Henri Goumant                                | Républicain                  | Fabricant de sucre à Fismes                                                                                 |
| Nov.1899                                 | 1908 (décès)     | Uldaric Demilly (1846-1908)                  | Républicain progressiste     | Notaire, premier adjoint au maire de Fismes                                                                 |
| avr.1908                                 | 1940             | Fernand Renard (1860-1943)                   | Républicain progressiste ARD | Agriculteur, conseiller municipal puis maire de Châlons-sur-Vesle                                           |
| 1940                                     |                  |                                              |                              | Les conseils d'arrondissement ont été suspendus par la loi du 12 octobre 1940 et n'ont jamais été réactivés |
| Les données manquantes sont à compléter. |                  |                                              |                              | |

## Composition
Le canton de Fismes regroupait 24 communes et comptait 14 133 habitants (recensement de 1999 sans doubles comptes).
| Communes            | Population (2012) | Code postal | Code Insee |
| ------------------- | ----------------- | ----------- | ---------- |
| Arcis-le-Ponsart    | 261               | 51170       | 51014      |
| Baslieux-lès-Fismes | 188               | 51170       | 51037      |
| Bouvancourt         | 157               | 51140       | 51077      |
| Breuil              | 341               | 51210       | 51086      |
| Châlons-sur-Vesle   | 161               | 51140       | 51109      |
| Chenay              | 304               | 51140       | 51145      |
| Courlandon          | 249               | 51170       | 51187      |
| Courville           | 356               | 51170       | 51194      |
| Crugny              | 576               | 51170       | 51198      |
| Fismes              | 5 313             | 51170       | 51250      |
| Hermonville         | 1 245             | 51220       | 51291      |
| Hourges             | 69                | 51140       | 51294      |
| Jonchery-sur-Vesle  | 1 836             | 51140       | 51308      |
| Magneux             | 209               | 51170       | 51337      |
| Montigny-sur-Vesle  | 395               | 51140       | 51379      |
| Mont-sur-Courville  | 99                | 51170       | 51382      |
| Pévy                | 225               | 51140       | 51429      |
| Prouilly            | 554               | 51140       | 51448      |
| Romain              | 324               | 51140       | 51464      |
| Saint-Gilles        | 165               | 51170       | 51484      |
| Trigny              | 527               | 51140       | 51582      |
| Unchair             | 151               | 51170       | 51586      |
| Vandeuil            | 212               | 51140       | 51591      |
| Ventelay            | 216               | 51140       | 51604      |

Ces communes sont réparties dans 5 communautés de communes :
- Communauté de communes Ardre et Vesle
- Communauté de communes Champagne Vesle
- Communauté de communes des Deux Coteaux
- Communauté de communes des Deux Vallées du Canton de Fismes
- Communauté de communes du Massif

## Démographie
| 1962  | 1968   | 1975   | 1982   | 1990   | 1999   | 2009 |
| ----- | ------ | ------ | ------ | ------ | ------ | ---- |
| 9 654 | 10 277 | 10 751 | 11 921 | 13 277 | 14 133 | -    |